# 鄭際平

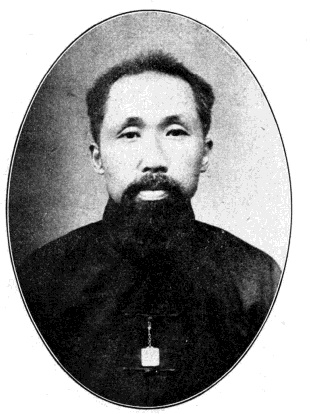

郑际平（1873年—1943年），字吉甫、平甫，浙江省黄岩县宁溪五部人，后迁黄岩县城关砚池港。清末民初政治人物、书画家。

## 生平
郑际平毕业于日本明治大学。清朝宣统年间，郑际平当选浙江谘议局议员，资政院议员。
1911年辛亥革命爆发后，郑际平南下同王文庆、褚辅成等人共谋光复浙江。中华民国初年，郑际平当选为第一届国会参议院议员。
郑际平喜爱山水，经常戴蓑笠独自徒步旅行。晚年在家行医。郑际平书法工行楷，并且善于画兰花。
1943年，郑际平逝世。